# Gods of Boom
Gods of Boom, anciennement connu sous le nom de Guns of Boom, est un jeu vidéo de tir à la première personne multijoueur en ligne pour applications mobiles. Il a été développé par Game Insight et publié le 16 mai 2017 pour iOS et Android. Guns of Boom a atteint un total de 55 millions de téléchargements à la fin de 2018 et est disponible en 14 langues différentes.

## Gameplay
Guns of Boom est un jeu de tir à la première personne multijoueur en ligne basé sur une équipe. Dans Guns of Boom, les joueurs sont classés en fonction de leur niveau. Le niveau le plus élevé est de 50, les joueurs progressant en gagnant plus de points d'expérience en participant à des batailles. Les trophées sont gagnés mais perdus uniquement lorsque la bataille est laissée entre le temps de la bataille. Les joueurs sont répartis en 2 équipes, chacune contenant 4 joueurs. Le gameplay se compose de 5 minutes par match, l'équipe terminant avec les points les plus élevés attribués aux gagnants. Ils peuvent également avoir les armes des autres joueurs une fois qu'ils sont tués par le joueur. Toutes les deux semaines, les notes de toute la ligue Platine sont réinitialisées à 30 000 points de classement. Les joueurs reçoivent les récompenses appropriées à leur position dans les classements, Top-500 va au Hall of Fame.

## Accueil
En trois semaines à compter de mai 2017, le jeu a été téléchargé 5 millions de fois et a généré 1 million de dollars de revenus. Campbell Bird de 148apps a donné 4/5 pour Gods of Boom, le décrivant comme un jeu de tir multijoueur qui est loin d'être incroyable, grâce à un design f2p étrange. Il critique également la façon dont le jeu traite les grenades et les kits de santé qui sont des ressources jetables, et peuvent éventuellement s'épuiser et faire pencher la balance en faveur de quiconque est prêt à dépenser ses ressources pour survivre davantage. Harry Slater d'AppSpy décrit le jeu comme  « un jeu de tir qui fonctionne sur écran tactile, un FPS en équipe dans la veine de Team Fortress 2 » et « ce n'est pas l'idée la plus fraîche, mais c'est merveilleusement mis en place ».  Dans une autre critique de Gods of Boom par Slater, pour Pocket Gamer cette fois, il est déclaré que Gods of Boom a l'un des pires noms qu'il ait jamais eu le malheur de lire pendant qu'il écrivait sur les jeux mobiles. Il dit également que Gods of Boom est  « une expérience multijoueur mobile essentielle », « avec de superbes graphismes de dessins animés qui pétillent et apparaissent de certaines des meilleures manières possibles ». John Hoff de la communauté Android décrit Gods of Boom comme un FPS en ligne multijoueur qui est en fait amusant et engageant mais qui porte un nom affreux. 